# Francisco Javier Suárez Regueiro
Francisco Javier Suárez Regueiro (Avilés, 10 de septiembre de 1971) es un deportista español que compitió en ciclismo adaptado en la modalidad de ruta. Ganó una medalla de bronce en los Juegos Paralímpicos de Sídney 2000 en la prueba de ruta tándem (clase abierta).

## Palmarés internacional
| Juegos Paralímpicos | Juegos Paralímpicos | Juegos Paralímpicos | Juegos Paralímpicos       |
| Año                 | Lugar               | Medalla             | Prueba                    |
| ------------------- | ------------------- | ------------------- | ------------------------- |
| 2000                | Sídney (Australia)  | Medalla de bronce   | Ruta tándem clase abierta |